# Citroën GS
Citroën GS byl osobní vůz střední třídy vyráběný v letech 1970–1986. Byl zvolen Evropským automobilem roku 1971. V roce 1979 prodělal rozsáhlý facelift, karoserie sedan dostala vzadu páté dveře a vůz byl přejmenován na Citroën GSA. Už v roce 1982 byl částečně nahrazen větším nástupcem Citroën BX.

## Popis
Citroën GS byl po technické stránce menší obměnou vozu Citroën DS. Měl stejný systém odpružení a kotoučové brzdy na všech kolech. Motor byl vzduchem chlazený boxer objemů 1015, 1129, 1222 nebo 1299 cm³. Celkem bylo vyrobeno 2 474 346 vozů (vč. modelu GSA a verze birotor), část z nich jako kombi (nazývané Break) a s užitkovou karoserií (třídveřové kombi s prosklením či oplechováním).
Tvarově se vůz inspiroval koncepty BMC-1800 Berlina Aerodinamica a BLMC 1100 Aerodinamica vytvořenými studiem Pininfarina podle návrhu Paolo Martina v roce 1967, resp. 1968 jako doklad použitelnosti nového aerodynamického řešení i ve vozech střední třídy.

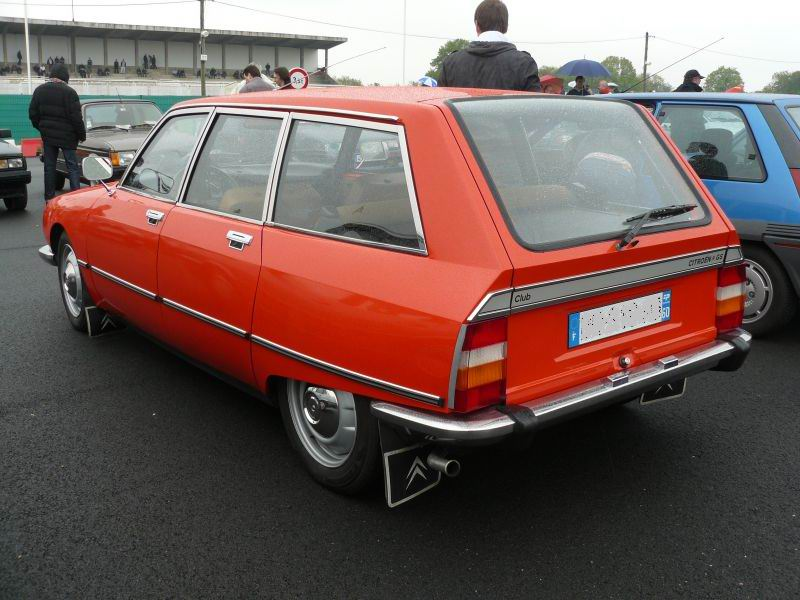
Citroën GS Break (1971–1979)
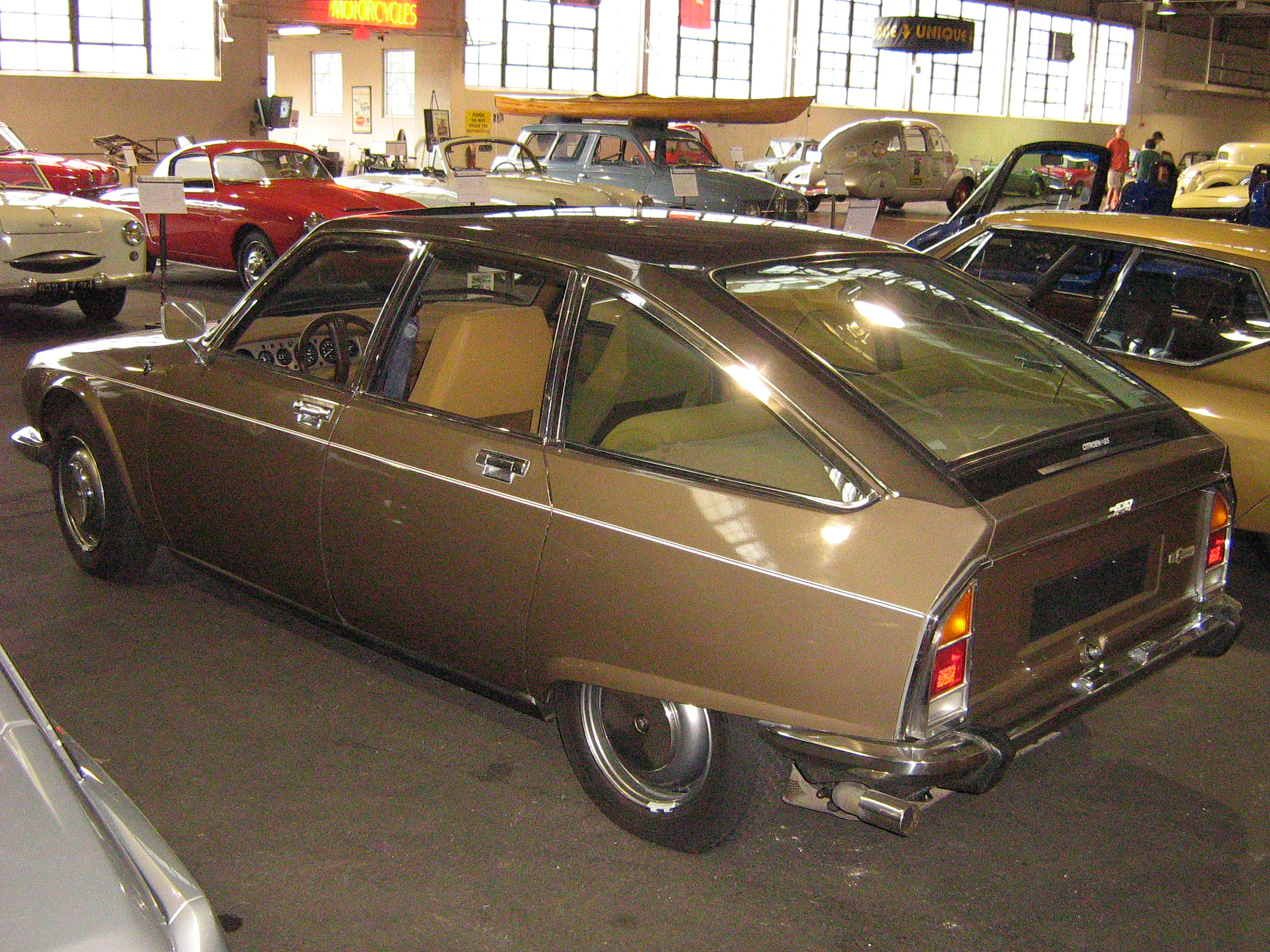
Citroën GS Birotor (1973–1975)
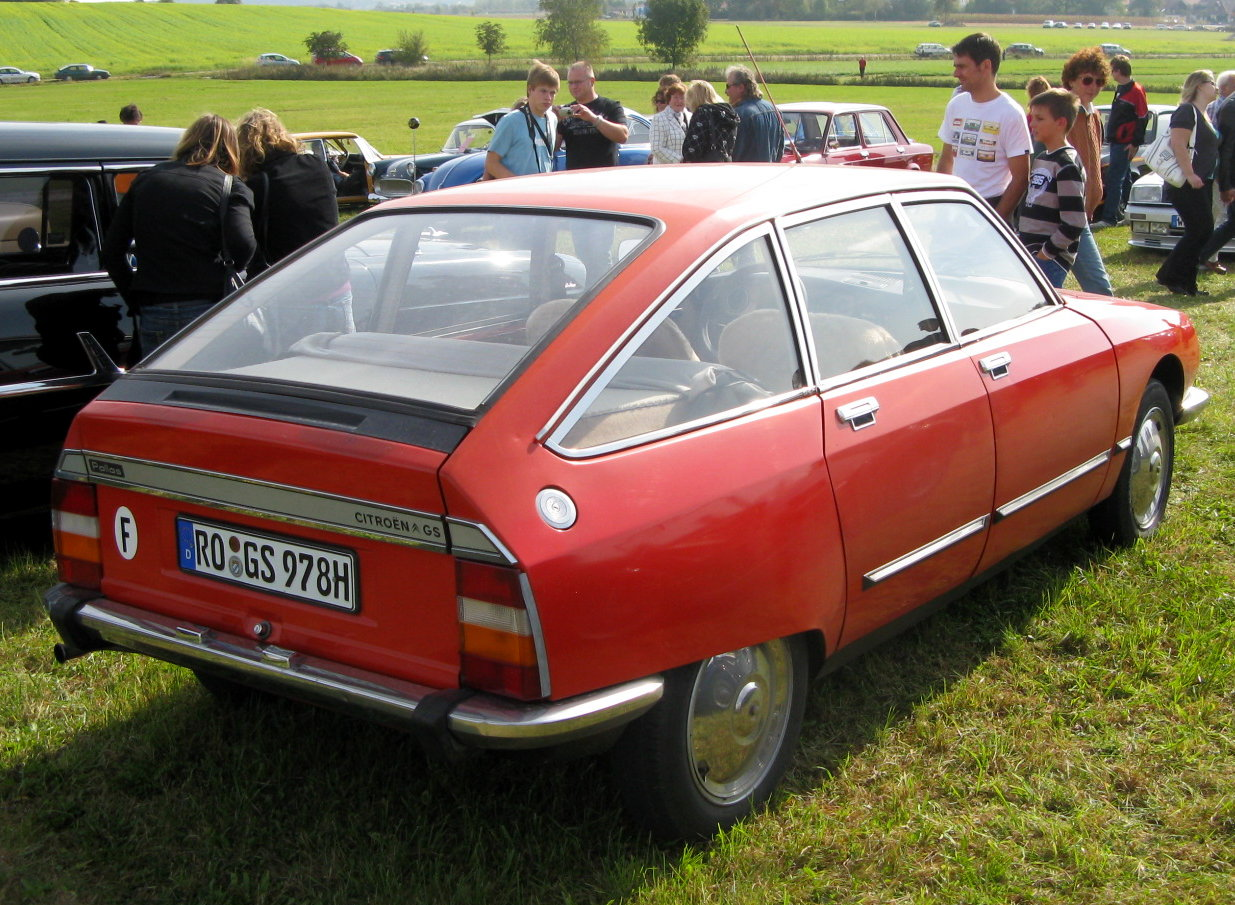
Citroën GS Pallas (1978)

## Výbavy a limitované edice
Základní verze výbav byly tři:
- GS Confort (po drobné modernizaci v roce 1974 přejmenován na GSpécial)
- GS Club
- GS Pallas

Verze Break měla stejné názvy výbav. Byla vyrobena i sportovní verze modelu GS(A) (označována písmenem X) a mnoho limitovaných edicí (např. GS Basalte nebo GSA Cottage Break). 

## Citroën a Wankelův motor
V roce 1964 koupil Citroën licenci od NSU na výrobu Wankelova motoru. S projektem, který nesl název M35 (tento projekt byl postaven na modelu Ami) Citroën začal experimentovat s Wankelovým motorem s rotačními písty v roce 1971, vzniklo 260 prototypů nazvaných M35, které měly motor s jedním rotorem. V roce 1973 byl na trh uveden model GS Birotor, který měl motor se dvěma rotačními písty (od toho přídomek Birotor). Roku 1975 byl GS Birotor, poté co bylo vyrobeno 847 vozů, stažen z výroby pro nákladnost provozu i výroby samotné.

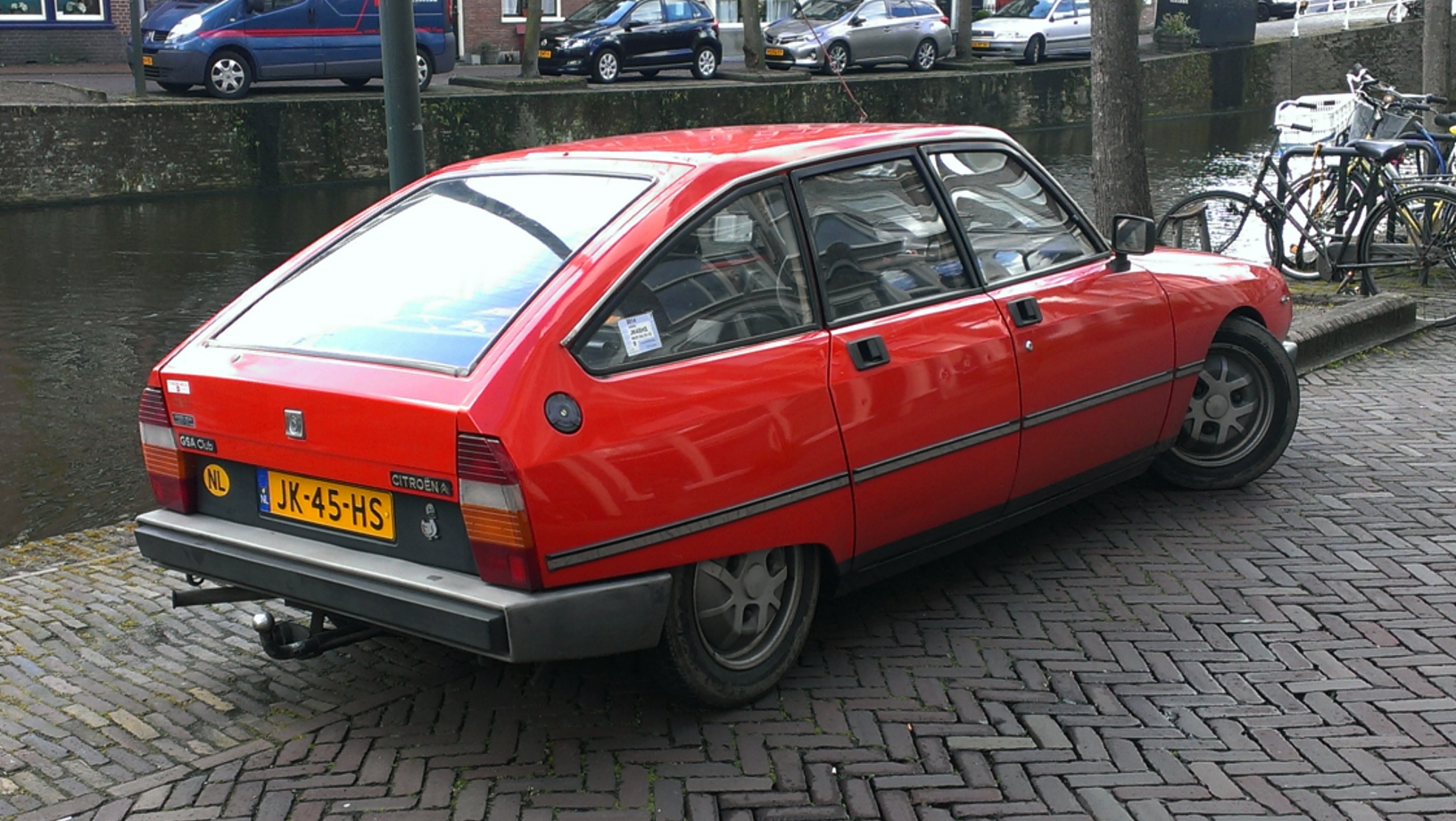
Citroën GSA (1979–1985)
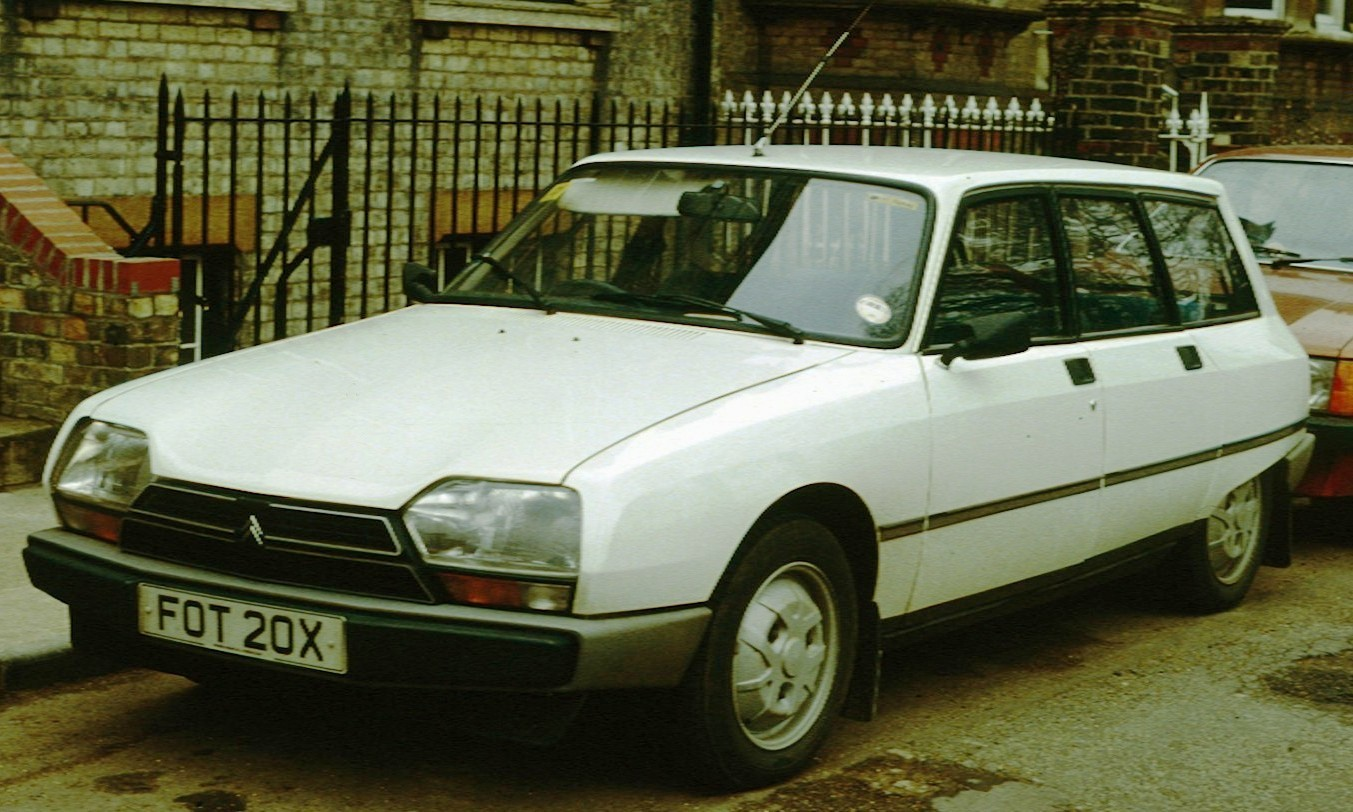
Citroën GSA Break (1979–1986)
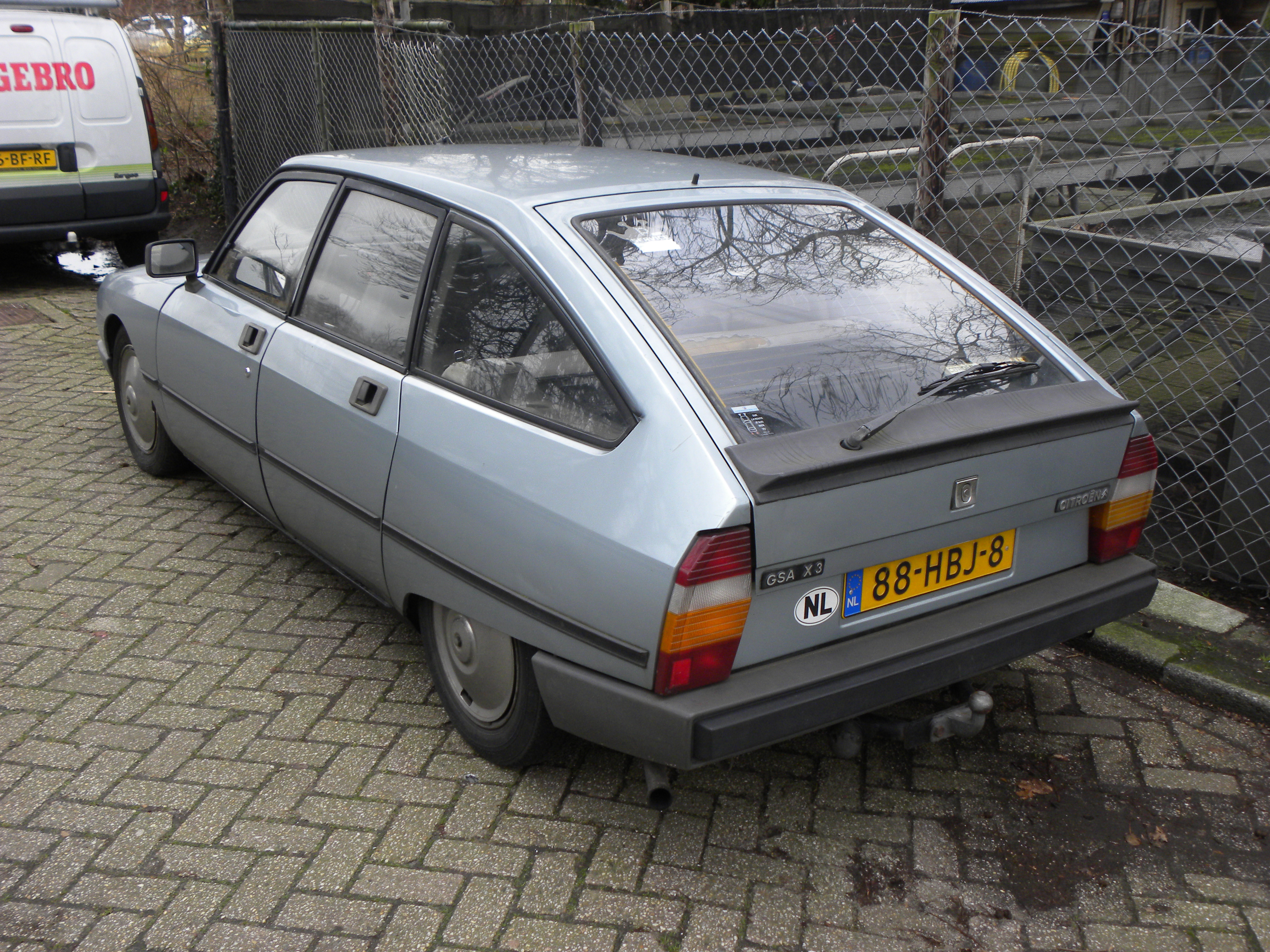
Citroën GSA X3